# Gnypetomorpha obscura
Gnypetomorpha obscura là một loài tò vò trong họ Ichneumonidae.